# 格奈烏斯·多米提烏斯·阿赫諾巴爾比 (前122年執政官)
格奈烏斯·多米提烏斯·阿赫諾巴爾比（Gnaeus Domitius Ahenobarbus），羅馬元老院成員與執政官，曾與昆圖斯·法比烏斯·馬克西姆斯·阿洛布羅基庫斯征服納博訥高盧。